# الدوري البرازيلي الدرجة الأولى 1963
الدوري البرازيلي الدرجة الأولى 1963 هو الموسم 5 من الدوري البرازيلي الدرجة الأولى. أقيم خلال الفترة 7 أغسطس 1963 وحتى 28 يناير 1964، وأشرف على تنظيمه Brazilian Sports Confederation ‏، وكان عدد الأندية المشاركة فيه 20، وفاز فيه نادي سانتوس.